# Crawford megye (Michigan)
Crawford megye az Amerikai Egyesült Államokban, azon belül Michigan államban található. Megyeszékhelye és legnagyobb városa Grayling. Lakosainak száma 12 988 fő (2020. április 1.). Crawford megye Otsego, Montmorency, Oscoda, Ogemaw, Roscommon, Missaukee, Kalkaska és Antrim megyékkel határos.

## Népesség
A megye népességének változása:
| Lakosok száma | 14 043 | 14 008 | 13 974 | 13 904 | 13 801 | 12 988 |
|               | 2010   | 2011   | 2012   | 2013   | 2015   | 2020   |